# Ambassade de France au Honduras
L'ambassade de France en Honduras est la représentation diplomatique de la République française auprès de la république du Honduras. Elle est située à Tegucigalpa, la capitale du pays, et son ambassadeur est, depuis 2023, Cédric Prieto.

## Ambassade
L'ambassade est située avenue Juan Lindo, dans le quartier Colonia Palmira, à Tegucigalpa. Elle accueille aussi une section consulaire.

## Histoire
À la suite du coup d'État du 28 juin 2009, Laurent Dominati, ambassadeur de France au Honduras, est rappelé pour consultations, jusqu'à nouvel ordre. Le chargé d'affaires, François Morel, gère alors les affaires courantes de l'ambassade . Le 1er février 2010, l'ambassadeur est de retour, peu après l'élection du nouveau président de la république du Honduras Porfirio Lobo. Il a quitté Tegucigalpa en octobre 2010 pour rejoindre son nouveau poste, en tant que représentant permanent de la France auprès du Conseil de l'Europe, à Strasbourg. Après cette date, le chargé d'affaires a.i. est M. François Morel puis Jean-Jacques Beaussou, jusqu'à la nomination de Philippe Ardanaz début juillet 2011. 
Le 10 août 2023, Cédric Prieto remet ses lettres de créance au ministre hondurien des Affaires Etrangères, Enrique Reina.

## Ambassadeurs de France au Honduras
| De   | À    | Ambassadeur                         |
| ---- | ---- | ----------------------------------- |
| 1944 | 1947 | Gilbert Médioni                     |
| 1947 | 1950 | Marc Millon de Peillon,             |
| 1950 | 1951 | Jacques Coiffard,                   |
| 1951 | 1952 | René Kolb-Bernard                   |
| 1952 | 1963 | Charles Colonna-Césari              |
| 1963 | 1969 | Frédéric Max                        |
| 1969 | 1973 | Jean du Boisberranger               |
| 1973 | 1976 | Henri Langlais                      |
| 1976 | 1979 | Alfred Millet-Delpech de Frayssinet |
| 1979 | 1981 | Bernard Héritier                    |
| 1981 | 1984 | André Tronc                         |
| 1984 | 1987 | Édouard Aubin de Blanpré            |
| 1987 | 1990 | Pierre Dumon                        |
| 1990 | 1992 | Joseph Ramon                        |
| 1992 | 1997 | Yves Saillard                       |
| 1997 | 2000 | Gilles Vidal                        |
| 2000 | 2003 | Michel Avignon                      |
| 2003 | 2007 | Frédéric Basaguren                  |
| 2007 | 2010 | Laurent Dominati                    |
| 2011 | 2015 | Philippe Ardanaz                    |
| 2015 | 2019 | Pierre-Christian Soccoja            |
| 2019 | 2023 | Emmanuel Pineda                     |
| 2023 | auj. | Cédric Prieto                       |

## Consulats
Outre le section consulaire de Tegucigalpa, il existe deux consuls honoraires basés à San Pedro Sula et Copan.

### Communauté française
Au 31 décembre 2016, 265 Français sont inscrits sur les registres consulaires au Honduras.
| 2001 | 2002 | 2003 | 2004 |
| ---- | ---- | ---- | ---- |
| 307  | 315  | 268  | 342  |

| 2005 | 2006 | 2007 | 2008 |
| ---- | ---- | ---- | ---- |
| 407  | 416  | 384  | 332  |

| 2009 | 2010 | 2011 | 2012 |
| ---- | ---- | ---- | ---- |
| 350  | 377  | 387  | 412  |

| 2013 | 2014 | 2015 | 2016 |
| ---- | ---- | ---- | ---- |
| 397  | 336  | 274  | 265  |

### Circonscriptions électorales
Depuis la loi du 22 juillet 2013 réformant la représentation des Français établis hors de France avec la mise en place de conseils consulaires au sein des missions diplomatiques, les ressortissants français d'une circonscription recouvrant le Costa Rica, le Honduras et le Nicaragua élisent pour six ans trois conseillers consulaires. Ces derniers ont trois rôles : 
1. ils sont des élus de proximité pour les Français de l'étranger ;
2. ils appartiennent à l'une des quinze circonscriptions qui élisent en leur sein les membres de l'Assemblée des Français de l'étranger ;
3. ils intègrent le collège électoral qui élit les sénateurs représentant les Français établis hors de France.

Pour l'élection à l'Assemblée des Français de l'étranger, le Honduras appartenait jusqu'en 2014 à la circonscription électorale de Mexico, comprenant aussi  le Belize, le Costa Rica, le Guatemala, le Mexique, le Nicaragua, Panama et le Salvador, et désignant trois sièges. Le Honduras appartient désormais à la circonscription électorale « Amérique Latine et Caraïbes » dont le chef-lieu est São Paulo et qui désigne sept de ses 49 conseillers consulaires pour siéger parmi les 90 membres de l'Assemblée des Français de l'étranger.
Pour l'élection des députés des Français de l’étranger, le Honduras dépend de la 2e circonscription.